# Natalia Koulikova
Pour les articles homonymes, voir Koulikov.
Natalia Sergueïevna Koulikova (en russe : Наталья Сергеевна Куликова) est une ancienne joueuse de volley-ball russe née le 12 mai 1982 à Vikhorevka. Elle mesure 1,84 m et jouait au poste de réceptionneuse-attaquante. Elle a totalisé 6 sélections en équipe de Russie.

## Clubs
| Club                   | De        | À         |
| ---------------------- | --------- | --------- |
| Sputnik Novosibirsk    | 1995-1996 | 1998-1999 |
| Fakel Novy Urengoi     | 1999-2001 | 2001-2002 |
| Samorodok Khabarovsk   | 2002-2003 | 2008-2009 |
| Universitet Belgorod   | 2009-2010 | 2009-2010 |
| Beşiktaş İstanbul      | 2010-2011 | 2010-2011 |
| Severstal Tcherepovets | 2011-2012 | 2011-2012 |
| Polisportiva Antares   | fév 2014  | mai 2014  |
| VC Astana              | 2014-2015 | 2014-2015 |
| Haifa VC               | 2015-2016 | 2015-2016 |

## Palmarès

### Équipe nationale
- Championnat du monde
  - Vainqueur : 2006.
- Grand Prix mondial
  - Finaliste : 2006.

### Clubs
- Championnat d'Israël
  - Vainqueur : 2016.
- Coupe d'Israël
  - Vainqueur : 2016.
- Coupe de Russie
  - Finaliste: 2002, 2005.